# Eagle Lake Wildlife Sanctuary
Das Eagle Lake Wildlife Sanctuary ist ein 362 Acres (1,5 km²) großes Schutzgebiet am namensgebenden See bei Holden im Bundesstaat Massachusetts der Vereinigten Staaten. Es wird von der Massachusetts Audubon Society verwaltet.

## Schutzgebiet
Das Schutzgebiet verfügt über unterschiedliche Lebensräume, die von Rot-Eichen-Wäldern bis zu ausgedehnten Feuchtgebieten reichen. Entsprechend vielfältig ist die Flora und Fauna; so können beispielsweise nistende Scharlachtangare, Tyrannen (Myiarchus crinitus) und Rosenbrust-Kernknacker beobachtet werden. Im Frühjahr und Herbst zieht der See zudem eine große Vielzahl Wasservögel an. Besuchern stehen 2 mi (3,2 km) Wanderwege zur Verfügung.